# Ipomoea chiriquensis
Ipomoea chiriquensis är en vindeväxtart som beskrevs av Standley. Ipomoea chiriquensis ingår i släktet praktvindor, och familjen vindeväxter. Inga underarter finns listade i Catalogue of Life.